# John Taylor (automobilista)
John Taylor (23 de março de 1933 – 8 de setembro de 1966) foi um automobilista britânico nascido na Inglaterra que participou de 5 Grandes Prêmios de Fórmula 1 entre 1964 e 1966. Seu melhor resultado foi o 6º lugar na França de 1966, e marcando 1 ponto.
Faleceu durante oGrande Prêmio da Alemanha de 1966 após uma colisão entre seu Brabham e o carro do belga Jacky Ickx nas voltas iniciais da corrida. Ele sobreviveu durante quatro semanas antes de finalmente sucumbir aos seus ferimentos.